# Fanfare (muzieksoort)
Fanfare is een soort compositie binnen de klassieke en populaire muziek. Een fanfare werd oorspronkelijk gespeeld door koperblazers, later werden ook andere instrumenten toegevoegd. Fanfares worden vaak gespeeld als aankondiging, opening of viering van een of andere gebeurtenis. De fanfares klinken daarom feestelijk en/of statig.
Een van de bekendste fanfares is van de hand van Aaron Copland. Zijn Fanfare for the Common Man, oorspronkelijk geschreven als openingsfanfare voor een serie concerten die Eugene Goossens in 1942 met het Cincinnati Symphony Orchestra gaf, ging de hele wereld over in een bewerking van Emerson, Lake & Palmer. Een andere bekende fanfare is Igor Stravinsky's Fanfare for a New Theatre.
Fanfare is ook de naam van de typisch Nederlands/Belgische orkestvorm waarin alleen koperblazers, saxofoons en slagwerkers spelen. Het vormt de Fa van HaFaBra-muziek (achtereenvolgens harmonieorkest, fanfare en brassband). Daar weer van afgeleid is de titel van Bert Haanstra's film.